# Vaida Markevičienė

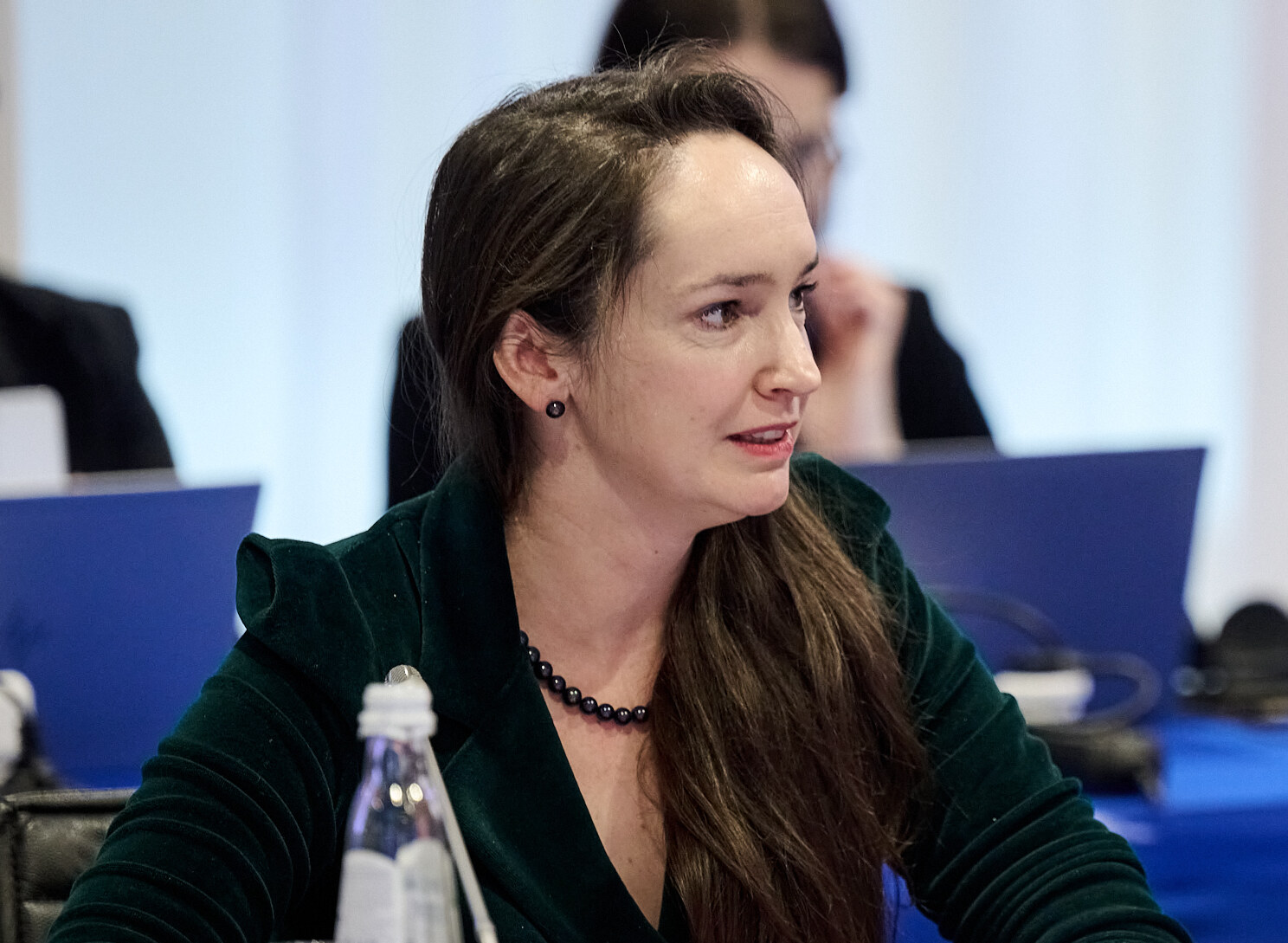
Vaida Markevičienė (2024).

Vaida Markevičienė (geb. Česnulevičiūtė; * 12. Februar 1988 in Vilnius) ist eine litauische Juristin und Politikerin sowie stellvertretende Finanzministerin Litauens.

## Leben
Nach dem Abitur am Lyzeum Vilnius in der litauischen Hauptstadt absolvierte Vaida Česnulevičiūtė von 2005 bis 2010 ein Magisterstudium der Rechtswissenschaft mit der Fachspezialisierung Wirtschaftsrecht an der Vilniaus universitetas, von 2010 bis 2011 ein LL.M.-Aufbaustudium International Banking and Finance Law am University College London und von 2011 bis 2012 ein Zusatzstudium der Wirtschaftswissenschaften an der Fakultät für Wirtschaftswissenschaften der Universität Vilnius.
Ab 2019 studierte sie International Business Management Programme for Executives am Baltic Management Institute.
Von 2012 bis 2018 lehrte Vaida Markevičiūtė an der Mykolas-Romeris-Universität. Von 2009 bis 2014 arbeitete sie bei der Rechtsanwaltskanzlei Eversheds Sutherland. Sie bildete sich weiter bei der European Free Trade Association (EFTA) und den Financial Mechanism Office (FMO). Von 2014 bis 2015 arbeitete sie als Wirtschaftsspezialistin und 2015 bis 2016 als Juristin bei der Lietuvos bankas. Von Oktober 2018 bis Mai 2019 absolvierte sie ein Volontariat bei der Europäischen Zentralbank. Von 2016 bis 2019 war sie Leiterin der Abteilung Banking Resolution und von Juli 2019 bis September 2019 amtierende Direktorin der Abteilung für Finanzstabilität der Bank von Litauen. In den Jahren 2019 und 2020 war sie Beraterin des Präsidenten Gitanas Nausėda.
Seit Dezember 2020 amtiert sie als Stellvertreterin der Finanzministerin Gintarė Skaistė im Kabinett Šimonytė.